# 南部敦子
南部敦子（日语：／ Nambu Atsuko，1934年—1970年10月5日），又名糠泽敦子，日本女子短跑运动员。她曾获得1954年亚洲运动会女子100米金牌。她的父亲是日本田径运动员南部忠平。